# Scopula rubrolinearia
Scopula rubrolinearia là một loài bướm đêm trong họ Geometridae.